# Тривожний рюкзак

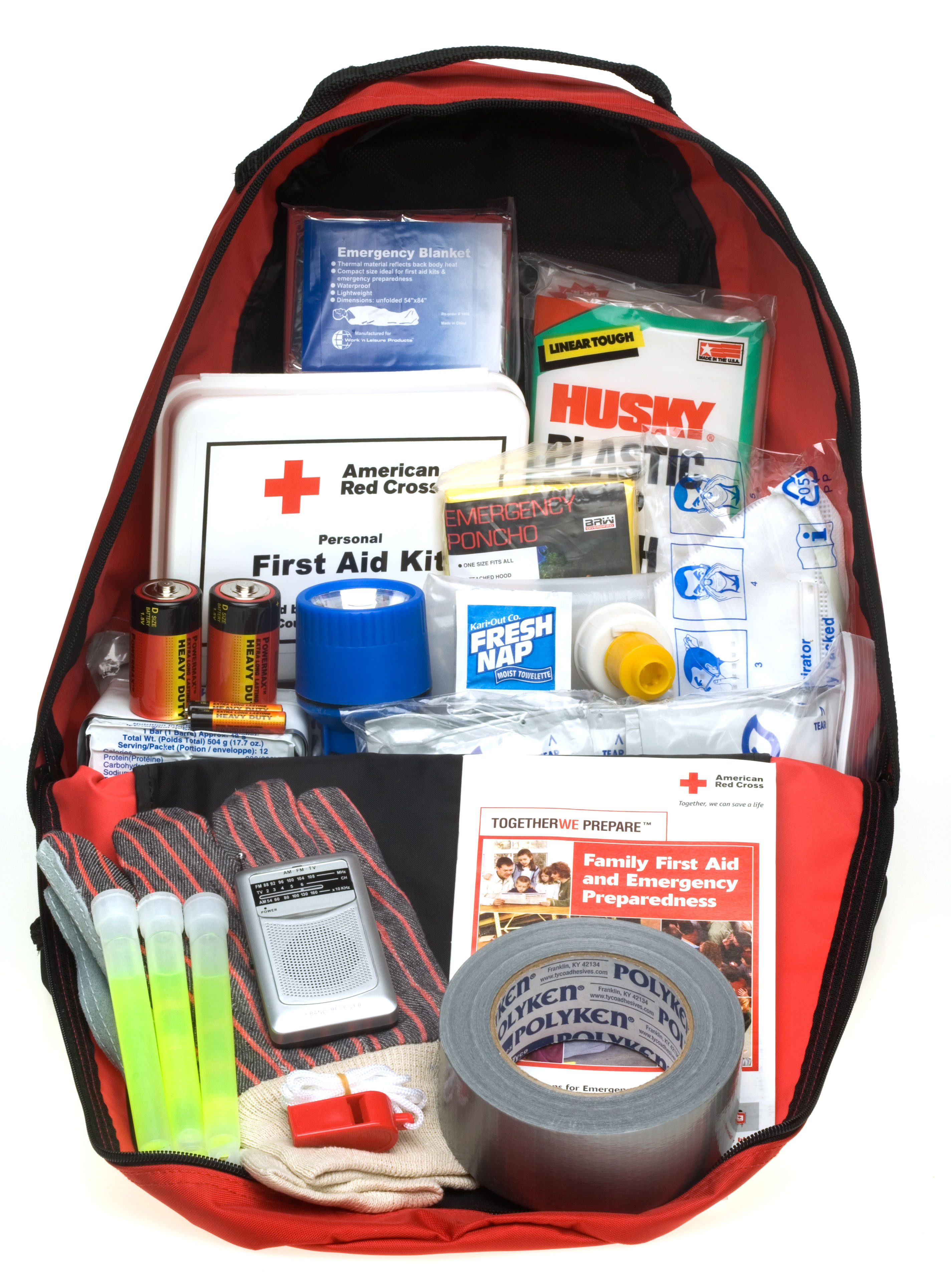
Тривожний рюкзак Червоного хреста.

Тривожний рюкзак (тривожний наплічник, алертний наплічник, тривожний набір) — це набір для виживання, який дозволить людині пережити 72 години під час надзвичайних ситуацій.

## Склад
У тривожному рюкзаку можуть бути:
- документи та їх копії
- аптечка
- запас їжі та води на 72 години
- енергетичні батончики
- комплект білизни, шкарпетки
- теплі речі
- ніж і невелика сокира
- мультитул
- ліхтарик
- батарейки та зарядний пристрій
- мобільний телефон, зарядний пристрій та акумулятор powerbank
- FM-радіоприймач (краще обирати моделі приймачів та ліхтариків із вбудованою портативною динамо-машиною)
- готівка та банківські картки
- мапи місцевості
- записаний на папері план дій, необхідні адреси та контакти
- спальний мішок, туристичний килимок і невеликий намет
- примус
- свисток
- супер-клей
- засоби очищення води
- клейка стрічка та ізоляційна стрічка
- наручний годинник
- компас
- туристичні сірники і запальничка
- нотатник, ручки та олівці
- пакети для сміття об'ємом від 80 до 120 л (розрізавши їх, можна зробити згодом укриття від дощу)
- мотузка
- презервативи (можна використовувати як ємності для води та ізоляційний матеріал, герметичним матеріалом)
- голки та нитки
- антисептик для рук
- засоби гігієни і тампони, туалетний папір, паперові рушники, серветки
- металева миска, чашка, ложка і фляга для рідини
- дублікати ключів від будинку й авто
- жилет зі світловідбиваючими елементами
- маркер

Не рекомендується брати в тривожний рюкзак коштовності, цінні персні чи колекційні монети, сімейні реліквії — це зайва вага, яка вас сповільнить, а також приверне увагу потенційних грабіжників чи шахраїв. Варто наклеїти бирки на одяг та на речі із вашим телефоном — аби вас могли розпізнати як власника. Рекомендований об'єм наплічника — 30-35 літрів — більший розмір та вага можуть заважати у дорозі. Залежно від умов і потреб, розмір наплічника може бути 60-70 літрів.

## Аптечка
Медична аптечка повинна бути власна та для родини (групи людей). Власна аптечка — це набір медикаментів, які людина приймає регулярно, а також ті, які не викликають алергічних ускладнень. Аптечка повинна містити лише препарати, у яких не вийшов термін придатності.
Склад аптечки:
- клапан з плівкою для проведення штучного дихання
- засоби для зупинки кровотечі — турнікет, кровоспинний бинт з гемостатичним засобом
- марлеві серветки різних розмірів
- бинти марлеві нестерильні
- еластичні бинти з можливістю фіксації
- пластирі різних розмірів
- Медичний клей "БФ-6" (лікування ран, порізів)
- термоковдра
- атравматичні ножиці для того, щоб мати можливість розрізати одяг на потерпілому
- велика хустина, якою можна зафіксувати кінцівку постраждалого
- антисептичні засоби — дезінфікуючий засіб для рук, спиртові серветки
- знеболювальні засоби (НПВП): кетанов, дексалгін, анальгін
- антигістамінні засоби: лоратодин, супрастин, тавегіл
- жарознижувальні препарати: ібупрофен,  парацетамол
- вітаміни: полівітамінний комплекс, та вітамін С
- розчин натрію хлориду 0,9 % (у м'яких упаковках): не менше 500 мл на людину
- шприц 2,10, 20 мл, катетери в/в: 2-3 шт.
- Пінцет
- Маленьке дзеркальце